# كاميلا يوهانسون
كاميلا يوهانسون (بالسويدية: Camilla Johansson)‏ هي منافسة ألعاب القوى سويدية، ولدت في 3 نوفمبر 1976.

## وصلات خارجية
- كاميلا يوهانسون على موقع الاتحاد الدولي لألعاب القوى (الإنجليزية)
- كاميلا يوهانسون على موقع أوليمبيديا (الإنجليزية)
- كاميلا يوهانسون على موقع اللجنة الأولمبية السويدية (السويدية)